# Turbină cu gaze

Schema funcţionării unei turbine cu gaze cu compresor axial.

O turbină cu gaze este o turbină termică, care utilizează căderea de entalpie a unui gaz sau a unui amestec de gaze pentru a produce prin intermediul unor palete care se rotesc în jurul unui ax o cantitate de energie mecanică disponibilă la cupla turbinei. Turbina cu gaze mai este cunoscută și sub denumirea de instalație de turbină cu gaze (ITG).
Din punct de vedere termodinamic o turbină cu gaze funcționează destul de asemănător cu motorul unui automobil. Aerul din atmosferă este admis într-un compresor cu palete, unde este comprimat, urmează introducerea unui combustibil, aprinderea și arderea lui într-o cameră de ardere. Gazele de ardere se destind într-o turbină, efectuând lucrul mecanic, iar apoi sunt evacuate în atmosferă. Procesul este continuu, iar piesele execută doar mișcări de rotație, ceea ce pentru o putere dată conduce la o masă totală a instalației mai mică. Ca urmare, turbinele cu gaze s-au dezvoltat în special ca motoare de aviație, însă își găsesc aplicații în multe alte domenii, unul dintre cele mai moderne fiind termocentralele cu cicluri combinate abur-gaz.

## Istoric
Dezvoltarea turbinelor cu gaze este de dată mult mai recentă decât a turbinelor în general, și de dată mai recentă decât a turbinelor cu abur.
În 1791 englezul John Barber a brevetat prima adevărată turbină cu gaze, turbină care avea principalele elemente din turbinele cu gaze moderne. În 1872 Dr. F. Stolger din Germania a construit prima turbină cu gaze, care însă n-a funcționat niciodată independent.
În 1903 norvegianul Ægidius Elling a construit prima turbină cu gaze funcțională, care a produs lucru mecanic, eveniment important, luând în considerare lipsa de cunoștințe de aerodinamică a vremii. Turbina sa a reușit să producă o putere de 11 cai putere, foarte mult pentru zilele respective. Din turbina sa s-a inspirat Frank Whittle.
În 1914 Charles Curtis a realizat prima aplicație practică a unei turbine cu gaze.
În 1918 General Electric, unul din cei mai mari producători, inclusiv din zilele noastre, își începe producția de turbine cu gaze.

Turboreactor RD-500, clonă a Rolls-Royce Nene, fabricat în URSS.

În 1930 englezul Frank Whittle brevetează proiectul unei turbine cu gaze pentru propulsia avioanelor (motor cu reacție). Realizarea practică a acestui proiect s-a făcut însă abia în anul 1937. Compresorul acestui motor era de tip centrifugal, și pe baza lui s-a dezvoltat motorul Rolls-Royce Welland, care a echipat avionul Gloster Meteor.
În 1936 Hans von Ohain și Max Hahn dezvoltă în Germania un motor cu reacție bazat pe un brevet propriu. Compresorul acestui motor era de tip axial, și pe baza lui s-a dezvoltat motorul Junkers Jumo 004 care a echipat avionul Messersmitt Me 262.

## Clasificarea turbinelor cu gaze
În afară de clasificarea turbinelor termice în general, turbinele cu gaze se pot clasifica:

#### După destinație
- turbine de tracțiune pentru aviație (turboreactoare, turbopropulsoare, turboventilatoare și turbine pentru antrenarea elicelor elicopterelor);
- turbine de tracțiune navale;
- turbine de tracțiune terestre (pentru locomotive, autovehicule, motociclete, tancuri etc.);
- turbine de supraalimentare a motoarelor cu ardere internă.
- turbine energetice (pentru termocentrale cu ciclu cu gaze simplu sau cu ciclu combinat abur-gaz);

#### După modul de recuperare a căldurii evacuate
- turbine cu recuperator;
- turbine fără recuperator.

#### După felul ciclului în care lucrează
- cu ciclu închis;
- cu ciclu deschis.

## Principiul de funcționare

#### Ciclul Joule
Cea mai simplă turbină cu gaze este formată dintr-un compresor, care este montat pe același ax cu o turbină. Compresorul absoarbe aerul din atmosferă și îl comprimă la presiunea de câțiva bar. Aerul comprimat ajunge într-o cameră de ardere, în care este introdus și un combustibil. Aici are loc arderea la presiune constantă, cu creșterea temperaturii și a volumului gazelor produse prin ardere. Gazele de ardere se destind în turbină, producând lucru mecanic, iar apoi sunt evacuate în atmosferă.
Ciclul termodinamic al unei astfel de turbine cu gaze este ciclul Joule, cunoscut în literatura engleză de specialitate ca ciclul Brayton.

Transformările care au loc în diferitele părți componente ale unei turbine cu gaze.

Transformările termodinamice din ciclu sunt:
- 1 – 2 compresie izoentropică;
- 2 - 3 încălzire izobară;
- 3 - 4 destindere izoentropică;
- 4 - 1 răcire izobară.

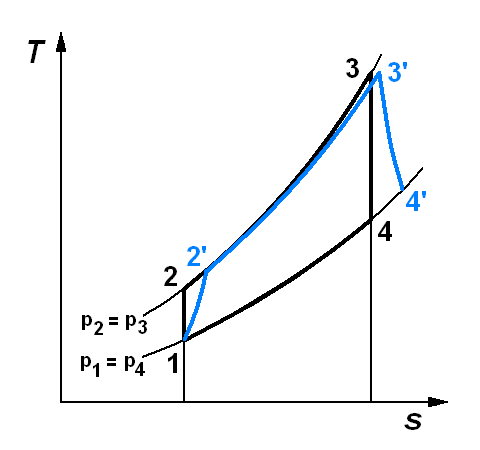
Ciclul Joule real (cu albastru), faţă de ciclul Joule ideal (cu negru).

Randamentul termic al ciclului Joule ideal fără recuperator este:
{\displaystyle \eta _{t}=1-{\frac {1}{\epsilon ^{\frac {k-1}{k}}}}}
unde {\displaystyle \epsilon \,} este raportul de compresie = p2 / p1, iar k este exponentul adiabatic al gazului.
Pentru aer, cu k = 1,4 , și pentru un raport de compresie de 15 (valoare uzuală), randamentul termic al ciclului este de 0,539. Randamentul termic al ciclului Joule ideal crește continuu cu creșterea raportului de comprimare, însă creșterea acestui raport este limitată de rezistența materialelor și de pierderile din ciclul real.
Randamentul termic al ciclului Joule real fără recuperator, luând în considerare și randamentele interne ale turbinei {\displaystyle \eta _{T}\,} și compresorului {\displaystyle \eta _{C}\,} este:
{\displaystyle \eta _{t}=1-{\frac {{\frac {T_{3}}{T_{1}}}\eta _{T}\left(1-{\frac {1}{\epsilon ^{\frac {k-1}{k}}}}\right)-{\frac {1}{\eta _{C}}}\left(\epsilon ^{\frac {k-1}{k}}-1\right)}{{\frac {T_{3}}{T_{1}}}-1-{\frac {1}{\eta _{C}}}\left(\Pi ^{\frac {k-1}{k}}-1\right)}}}
Pentru aer, un raport de compresie de 15, T1 = 300 K , T3 = 1500 K,  {\displaystyle \eta _{T}\,}  = 0,85  și  {\displaystyle \eta _{C}\,}  = 0,75 (valori uzuale) randamentul ciclului real este de 0,300 , mult mai mic decât al ciclului ideal. Randamentul termic al ciclului Joule real are un maxim pentru un anumit raport de compresie (pentru exemplul de mai sus, chiar acel 15). În practică, randamentele efective (la cuplă) sunt și mai mici decât cele termice, datorită influenței randamentului mecanic al agregatului.

#### Ciclul Joule cu recuperator

Ciclul Joule cu recuperarea căldurii evacuate.

Pentru mărirea randamentului termic se folosesc recuperatoare care recuperează o parte din căldura evacuată odată cu gazele arse în atmosferă q4-4' și o reintroduc în ciclu q2-2'. Randamentul termic al ciclului Joule ideal cu recuperator este:
{\displaystyle 1-{\frac {T_{1}}{T_{3}}}{\frac {{\frac {T_{2}}{T_{1}}}-1}{1-{\frac {T_{4}}{T_{3}}}}}}
Pentru exemplul de mai sus cu {\displaystyle \epsilon \,} = 15, din transformarea izoentropică se obțin T2 = 650 K , T4 = 692 K, cu care randamentul ciclului este de 0,567, ceva mai mare decât a ciclului fără recuperator. În exemplul prezentat diferența între T4 și T2 este mică, deci câștigul dat de recuperator este mic. În practică este greu de obținut o diferență de temperaturi mare, din cauza limitărilor date de materiale. În ciclul real influența recuperatorului este ceva mai mare, dar nu cu mult. Expresia matematică a randamentului termic al ciclului Joule real cu recuperator se complică foarte mult.

#### Ciclu cu fracționarea compresiei sau a destinderii
O altă cale de îmbunătățire a randamentului termic al ciclului este fracționarea compresiei, cu răcirea intermediară a aerului, respectiv fracționarea destinderii în turbină, cu reîncălzirea agentului termic, aspecte detaliate în ciclu termodinamic.
Realizarea practică a răcirii intermediare a aerului comprimat se poate face:
- la turbine cu gaze de aviație, unde greutatea agregatului e critică, prin injecție de apă între treptele compresorului;
- la celelalte turbine, prin schimbătoare de căldură montate între trepte.

Realizarea practică a reîncălzirii gazelor se poate face:
- prin arderea unei cantități suplimentare de combustibil în camere de ardere intermediare între corpurile turbinei;
- prin schimbătoare de căldură montate între corpurile turbinei.

Ambele metode măresc mult dimensiunile instalației și nu sunt adecvate pentru turbinele cu gaze de aviație.

#### Ciclu deschis și închis
La turbinele cu gaze care lucrează cu aer absorbit din atmosferă și evacuează gazele de ardere tot în atmosferă (majoritatea cazurilor), ciclul nu este efectuat complet în instalație, transformarea 4-1 efectuându-se în atmosferă. Se spune că turbina lucrează în ciclu deschis. Dacă însă se folosește un alt agent termic, diferit de aer, acesta trebuie reținut, caz în care toate transformările din ciclu se realizează în instalație, și se spune că turbina lucrează în ciclu închis. Astfel de cicluri închise se întâlnesc în centrale nucleare, iar agentul termic este uzual dioxidul de carbon sau heliul.

## Poluarea cauzată
Poluanții emiși de turbinele cu gaze sunt aceiași ca în oricare alt proces de ardere: dioxizii de carbon (CO2) și de sulf (SO2), monoxidul de carbon (CO) și oxizii de azot (NOx).
Reducerea CO2 este limitată de fenomenul de ardere în sine, cantitățile emise fiind proporționale cu cantitățile de combustibil ars. Reducerea acestor emisii se poate face prin îmbunătățirea randamentului ciclului termic, îmbunătățire care, pentru o putere dată a turbinei, determină un consum de combustibil mai redus.
Reducerea SO2 se poate obține numai folosind un combustibil fără sulf. De aceea este preferat gazul natural. Dacă se folosesc combustibili lichizi (de exemplu la turbinele mobile), este preferabilă desulfurarea prealabilă a combustibilului la rafinărie.
Reducerea CO se poate obține printr-o ardere completă din punct de vedere chimic (ardere perfectă) a combustibilului, lucru care necesită cantități de aer sporite în procesul de ardere, însă acest lucru nu este o problemă la turbinele cu gaze, care oricum funcționează cu cantități de aer mai mari decât strict cele necesare arderii. Eventualele urme pot fi eliminate prin metode SCR - reducere selectivă catalitică (engleză Selective Catalytic Reduction).
Reducerea NOx se poate obține prin scăderea temperaturilor de ardere, ceea ce însă afectează randamentul ciclului, sau prin reducerea chimică a NOx format, de exemplu prin procedee SCR sau SNCR - reducere selectivă necatalitică (engleză Selective Non-Catalytic Reduction). Ambele procedee au dezavantaje, SCR necesită catalizatori scumpi, care se consumă, iar SNCR produce emisii de amoniac (NH3).
Măsurile de reducere ale poluanților sunt costisitoare și se justifică în cazul emisiilor totale mari, în speță pentru țările industrializate.

## Descrierea părților componente

#### Compresorul

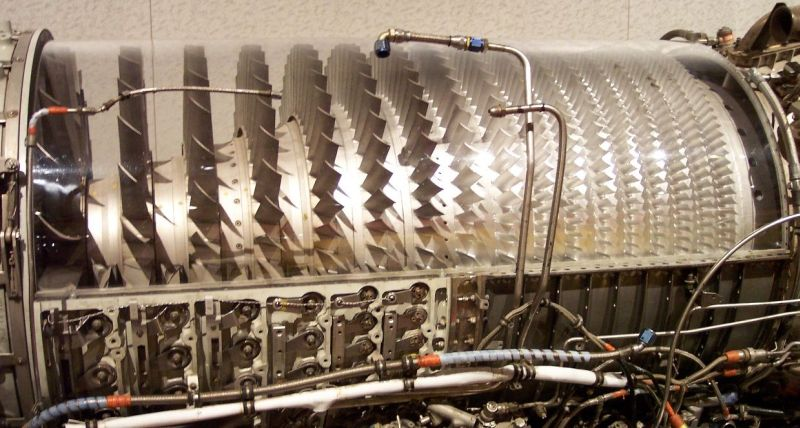
Compresorul axial cu 17 trepte al unui turboreactor GE J79.

Rolul compresorului este de a realiza comprimarea agentului termic (de obicei aerul), realizând transformarea 1 – 2 din ciclul Joule. Se folosesc exclusiv compresoare cu palete.
Compresoarele pot fi:
- centrifugale;
- axiale.

Compresoarele centrifugale au un raport de compresie pe treaptă mai mare, deci pentru un raport de compresie total dat trebuie mai puține trepte, deci agregatul rezultă mai ușor. Randamentul acestor compresoare este însă mai mic. Compresorul centrifugal s-a folosit la primele motoare cu reacție ale lui Frank Whittle, inclusiv la motorul Rolls-Royce Nene. Actual este folosit pe scară largă la turbinele cu gaze pentru elicoptere mici, agregate care trebuie să fie cât mai ușoare.
Compresoarele axiale au un raport de compresie pe treaptă mai mic, deci pentru un raport de compresie total dat trebuie multe trepte, deci agregatul rezultă mai lung, însă de diametru mai mic. Randamentul acestor compresoare este mai bun. Compresorul axial este folosit pe scară largă la turbinele cu gaze pentru toate turbinele pentru propulsia avioanelor, unde contează diametrul mic și randamentul bun, și toate turbinele energetice, unde contează randamentul bun.

#### Camera de ardere

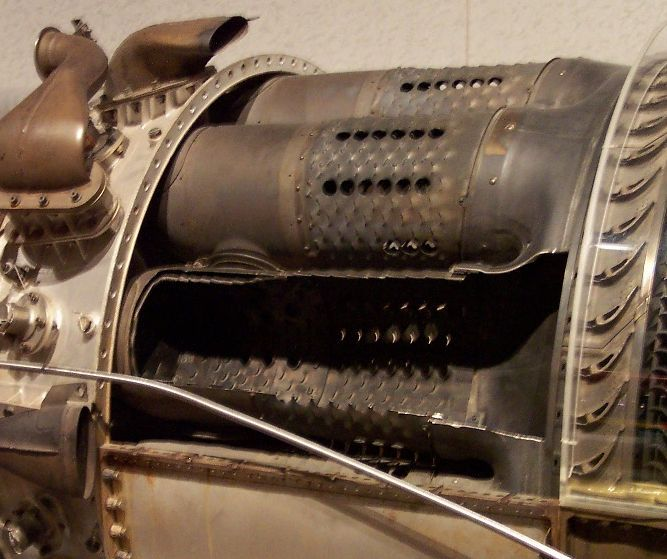
Camerele de ardere individuale ale unui turboreactor GE J79.

Rolul camerei de ardere este de a realiza introducerea căldurii în ciclu prin arderea unui combustibil, realizând transformarea 2 – 3 din ciclul Joule. Camerele de ardere au în interior o cămașă răcită cu aerul de diluție, cămașă care ecranează flacăra și protejează astfel corpul exterior al camerei. Aprinderea inițială se face cu o bujie.
Camerele de ardere pot fi:
- individuale;
- inelare.

Camerele de ardere individuale sunt de formă tubulară și se montează mai multe în jurul axului agregatului. În camerele de ardere individuale este mai ușor de asigurat stabilitatea arderii, adică se evită ruperea flăcării, iar în caz de rupere, ruperea nu se propagă în celelalte camere, ba din contră, acestea, prin canalizații prevăzute special în acest scop ajută la reaprindere. Nu întotdeauna fiecare cameră de ardere are bujie proprie, deoarece, cum s-a spus, camerele comunică între ele și flacăra se transmite.
Camerele de ardere inelare au un spațiu de ardere unic, inelar. În aceste camere este mai greu de stabilizat flacăra, dozajul aer-combustibil, vitezele de introducere a aerului prin diversele secțiuni și geometria camerei fiind critice. Camerele inelare însă au mai puține repere și sunt mai ușoare, fiind din punct de vedere tehnologic mai evoluate.
Combustibilii folosiți la turbinele cu gaze sunt:
- combustibili lichizi - nu sunt necesari combustibili cu fracțiuni ușoare, cum ar fi benzina, se pot folosi combustibili mai grei, ca petrol, kerosen (petrol de aviație), gazolină, combustibil lichid folosit la încălziri și, la instalațiile staționare, chiar păcură.
- combustibili gazoși - gaz natural, biogaz, gaz de aer, gaz de apă, gaz de gazogen, gaz de sinteză, gaz de furnal, gaz de cocserie și chiar hidrogen (experimental).

Deși camerele de ardere pot arde și combustibili solizi (cărbune sub formă de praf), cenușa conținută de acest tip de combustibili este abrazivă, astfel că ei nu sunt folosiți. Dacă totuși se dorește folosirea lor drept combustibili pentru turbine cu gaze, cea mai bună soluție este gazeificarea lor prealabilă. De asemenea, gazele care conțin praf trebuie în prealabil desprăfuite.

#### Turbina

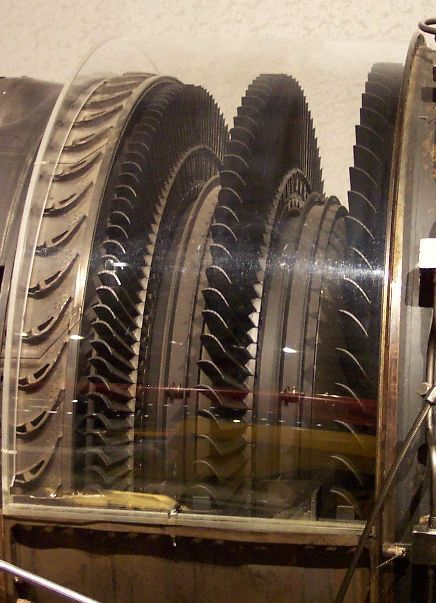
Turbina cu 3 trepte a unui turboreactor GE J79.

Rolul turbinei este de a realiza destinderea agentului termic (de obicei gaze de ardere), realizând transformarea 3 – 4 din ciclul Joule. Turbina transformă entalpia a gazelor întâi în energie cinetică, prin accelerarea prin destindere a agentului termic și transformarea de către palete a acestei energii în lucru mecanic, transmis discurilor turbinei și apoi arborelui.

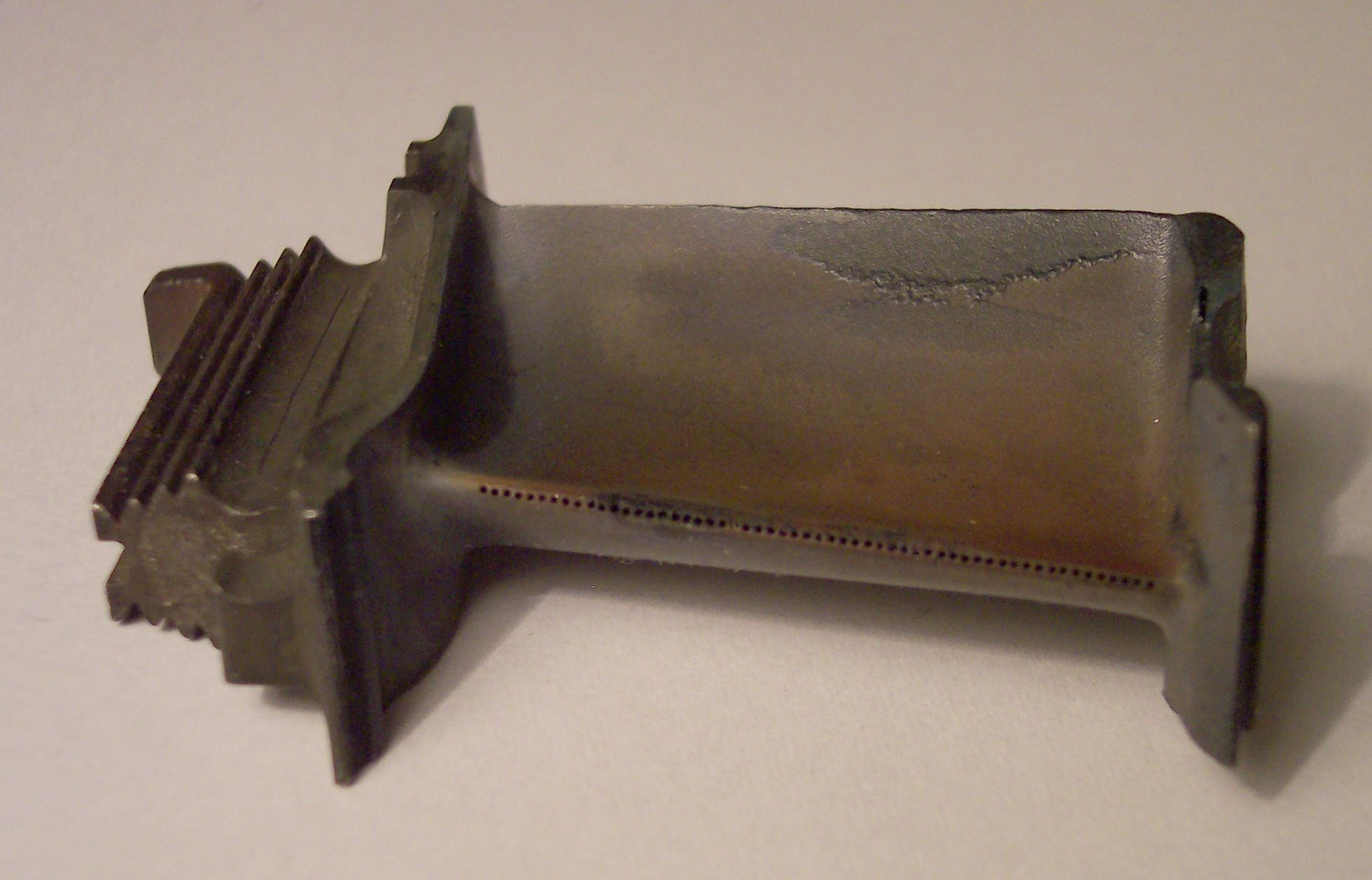
Paleta unei turbine cu gaze Rolls-Royce/Turbo-Union RB 199. Pe bordul de atac se observă orificiile pentru obţinerea filmului de aer necesar pentru răcirea paletei.

Piesele esențiale sunt ajutajele turbinei (a nu se confunda cu ajutajul reactiv al unui turboreactor) și paletele, piese supuse unor solicitări termice și mecanice extreme. De aceea ele trebuie construite din materiale speciale, rezistente la temperaturi cât mai mari și se prevăd cu sisteme de răcire. Actual, temperaturile la intrarea în turbină au depășit în unele cazuri (turbine pentru avioane militare) temperatura de 1800 °C, paletele fiind făcute în acest caz din materiale ceramice poroase, prin porii lor circulând aer provenit de la compresor, relativ rece.

#### Arborele

Turboreactorul Rolls-Royce Olympus 593 cu doi arbori coaxiali, folosit la motorizarea avionului Concorde.

Turboventilatorul Rolls-Royce RB 211 cu trei arbori coaxiali, folosit la motorizarea avionului Lockheed L-1011 „TriStar”.

Arborele turbinei asigură transmiterea puterii între turbină, compresor, cuplă, demaror, pompe etc. Un singur arbore nu asigură turațiile optime pentru toate componentele, așa că există construcții pe unul sau pe mai mulți arbori coaxiali.
- Schemele cu un arbore sunt specifice primelor turbine cu gaze. Aceste scheme permit antrenarea compresorului la turația turbinei și, printr-un reductor a elicelor, pompelor sau generatoarelor electrice.
- Schemele cu doi arbori au pe arborele exterior turbina de înaltă presiune și compresorul de înaltă presiune, iar pe arborele interior turbina de joasă presiune, compresorul de joasă presiune și eventual acționarea reductorului. Aceste scheme sunt obișnuite la turbinele de aviația actuale.
- Schemele cu trei arbori au pe arborele exterior turbina de înaltă presiune și compresorul de înaltă presiune, pe arborele intermediar turbina de medie presiune și compresorul de joasă presiune, iar pe arborele interior turbina de joasă presiune și acționarea reductorului. La schemele cu trei arbori este foarte dificilă coordonarea lor și foarte puțini producători din lume dispun de tehnologia necesară în aceste caz.

## Exemple de utilizări ale turbinelor cu gaze

#### Turbine cu gaze pentru aviație

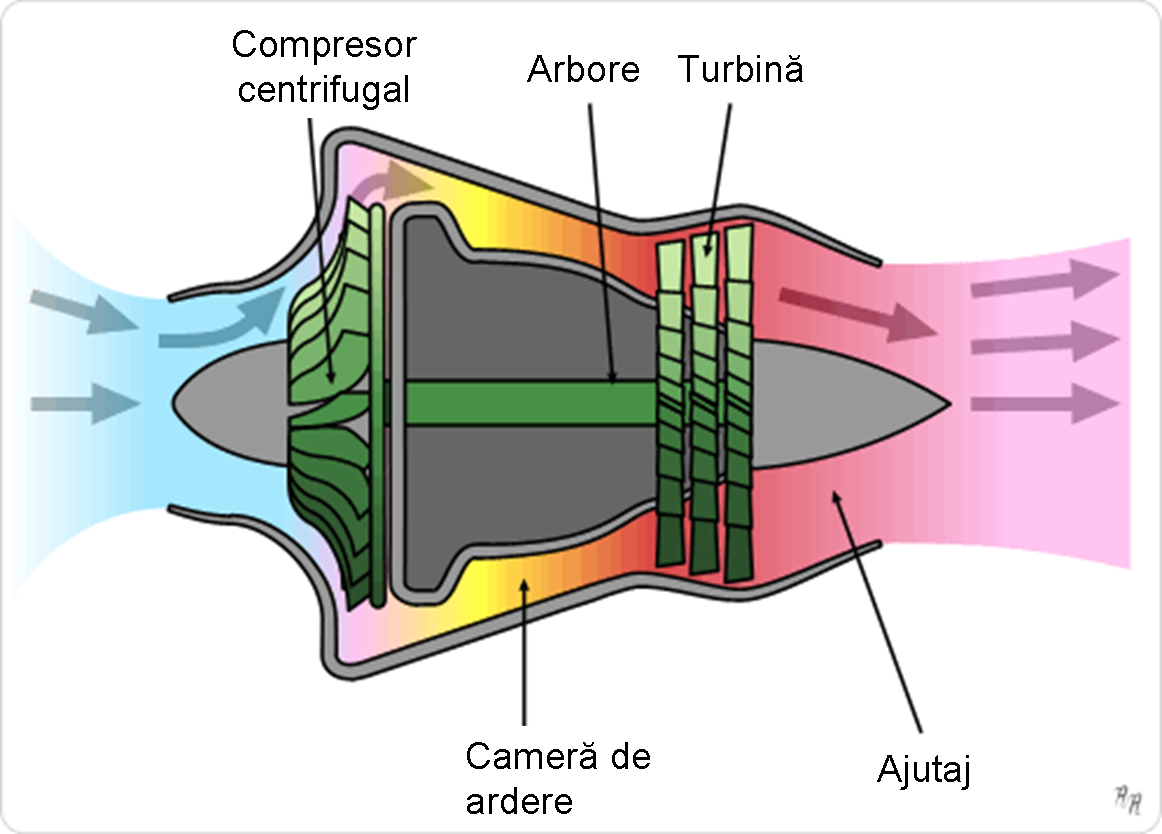
Turboreactor cu compresor centrifugal.

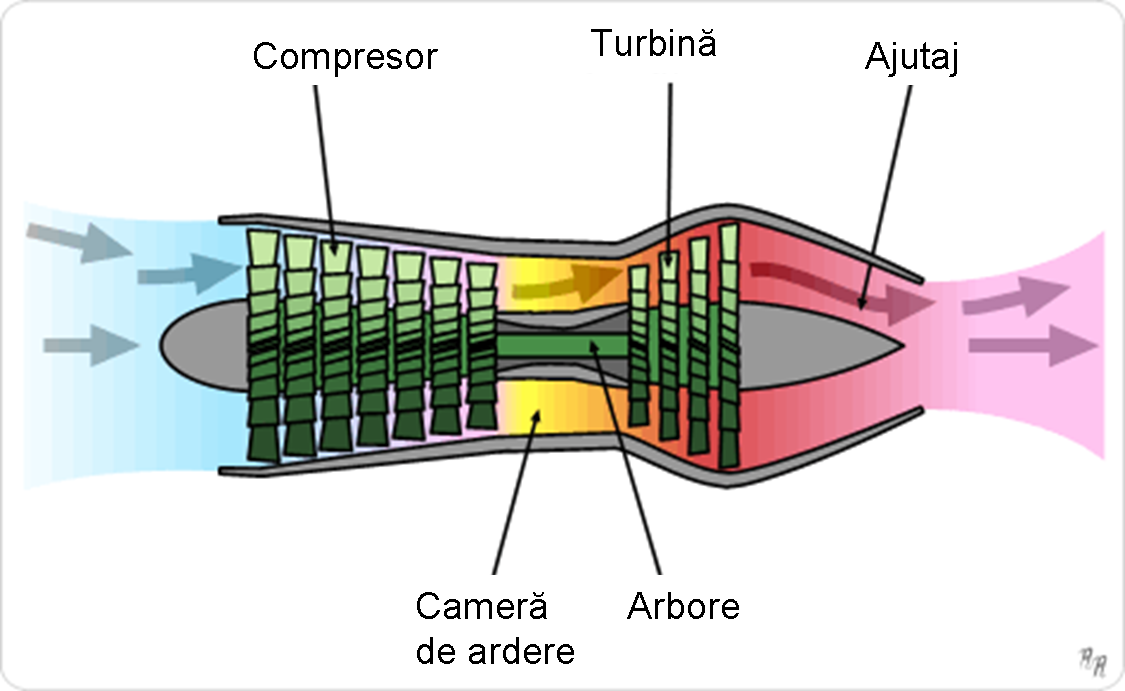
Turboreactor cu compresor axial.

Turbinele cu gaze pentru aviație sunt cunoscute și sub numele de motoare cu reacție, însă denumirea de motor cu reacție acoperă o arie mai largă, ea cuprinde și agregatele de tracțiune prin reacție care nu au turbine.

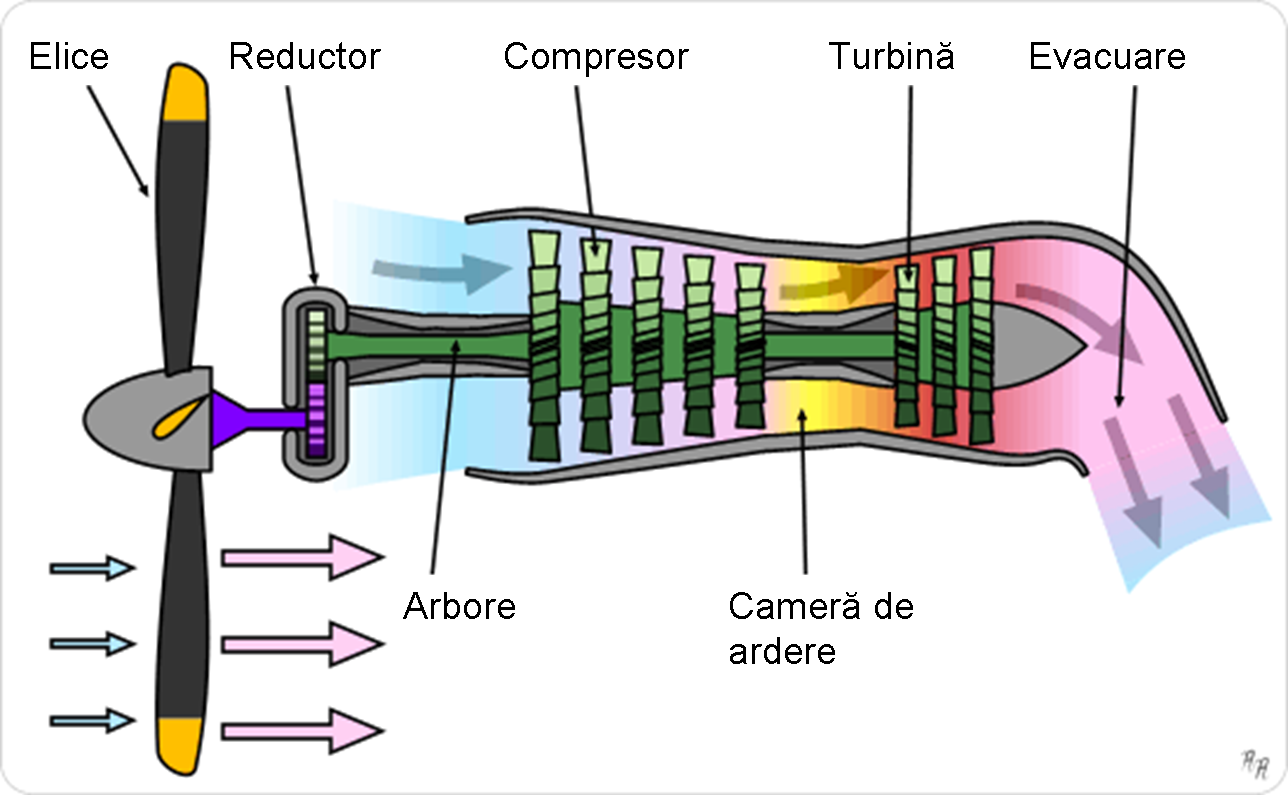
Turbopropulsor.

Turboreactorul (engleză Turbojet) este o turbină cu gaze la care destinderea în turbină se face până la o presiune anume, peste presiunea atmosferică, astfel încât turbina extrage din fluxul de gaze arse doar puterea necesară antrenării compresorului. În continuare, gazele de ardere se destind până la presiunea atmosferică într-un ajutaj plasat după turbină, ajutaj care generează forța de propulsie pentru avion. Turboreactoarele sunt eficiente la viteze de zbor relativ mari, cu numărul Mach peste 0,8 (cca. 900 km/h la nivelul solului, respectiv cca. 800 km/h la nivelul zborului de croazieră).
Turbopropulsorul (engleză Turboprop) este o turbină cu gaze la care destinderea în turbină se face până la presiunea atmosferică, astfel că turbina extrage din fluxul de gaze arse o putere mai mare decât cea necesară antrenării compresorului. Puterea în plus este folosită la antrenarea unei elice plasată în fața motorului. Turbopropulsoarele sunt eficiente la viteze de zbor mai mici, cu numărul Mach între 0,5 și 1,0 (cca. 600 – 1200 km/h la nivelul solului, respectiv cca. 500 – 1000 km/h la nivelul zborului de croazieră).

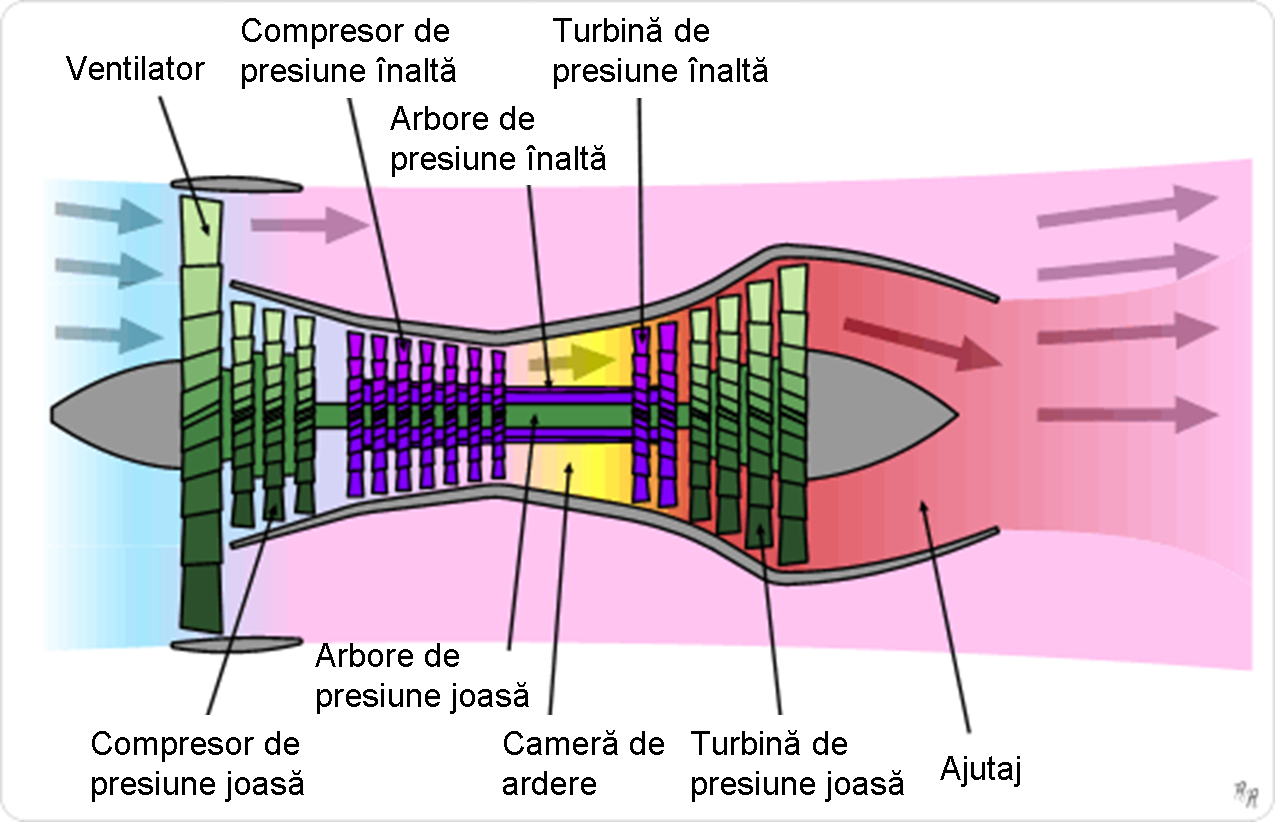
Turboventilator.

Turboventilatorul (engleză Turbofan) este un turbopropulsor cu o elice carenată și cu multe pale (numită ventilator), cu funcționare economică și generând un zgomot redus. O parte din fluxul de aer antrenat de ventilator intră în compresor, iar restul curge în jurul carenajului motorului, generând și el o forță de tracțiune.

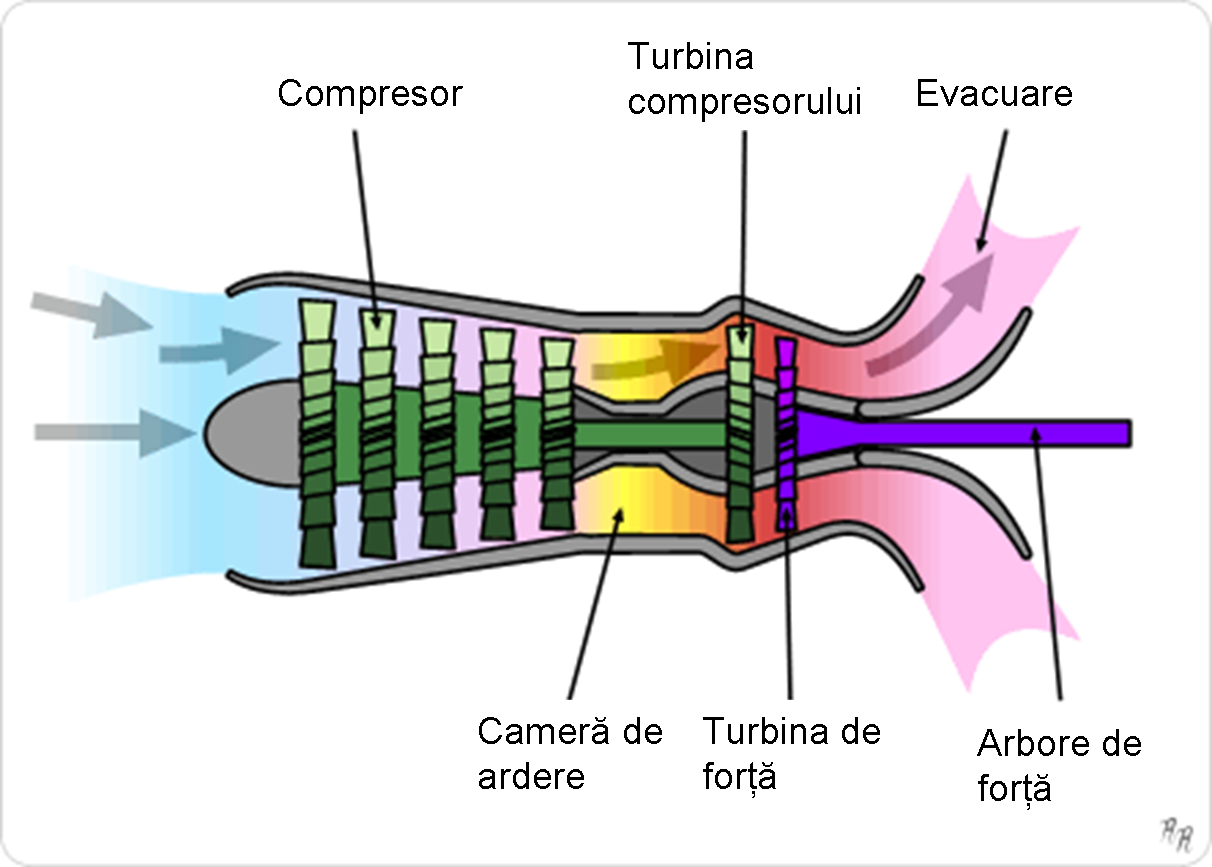
Turbină de elicopter.

Turbina de elicopter (engleză Turboshaft), zis și motor cu turbină liberă este similară unui turbopropulsor, diferența constând în faptul că puterea nu se transmite în față, unei elice de tracțiune, ci în spate, unui reductor care o distribuie elicelor rotorului principal.

#### Turbine cu gaze pentru tracțiune terestră
Au existat câteva tentative de realizare a unor autovehicule cu turbină cu gaze, de exemplu Rover - JET1 (1950)  și Chrysler - câteva prototipuri (1950 – 1980). Toate au avut un consum de combustibil inacceptabil de mare, chiar pentru vremurile acelea. În 1993 General Motors a produs primul autovehicul comercial hibrid, acționat de o turbină cu gaze.
Mai mult succes au avut turbinele cu gaze la autovehiculele de competiție și record. Mașini echipate cu turbine cu gaze au participat la cursele de la Le Mans (1963) și Indianapolis 500 (1967), când s-au situat în fruntea curselor, dar n-au reușit să le câștige din cauza fiabilității reduse a acestor prototipuri. În domeniul vitezei maxime terestre, mașini ca Green Monster, acționată de o turbină General Electric J79 (vezi componentele în figurile de mai sus), condusă de Art Arfons, Spirit of America, acționată tot de o turbină General Electric J79 și condusă de Craig Breedlove au deținut multe recorduri mondiale. Mașina Thrust2 acționată de o turbină Rolls-Royce Avon, condusă de Richard Noble  a fost prima care a depășit viteza de 1000 km/h. Recordul mondial actual a fost stabilit de mașina ThrustSSC, acționată de două turbine Rolls-Royce Spey (varianta militară), condusă de Andy Green și este de 1227,99 km/h (Ma = 1,016 – supersonic).
În anul 2000 Marine Turbine Technologies Inc. a produs motocicleta MTT Turbine Superbike, cunoscută și sub numele de Y2K Turbine Superbike, echipată cu o turbină Rolls-Royce Allison 250, cu o putere de 238 kW, care este considerată cea mai puternică motocicletă de serie din lume și care a atins viteza de 365 km/h.
Turbinele cu gaze au fost folosite și pentru tracțiune feroviară la așa-numitele turbotrenuri. Primele locomotive cu turbine de gaze au fost livrate de firma Brown-Boveri înainte de cel de al doilea război mondial. În Anglia, Metropolitan Vickers a produs locomotive acționate de turbine de gaze. Între anii 1948 și 1970 Union Pacific a folosit pe scară largă locomotive din seria UP, acționate de turbine de gaz de 1800 – 10000 hp fabricate de firma Westinghouse.
Ca aplicații militare, se menționează utilizarea turbinelor cu gaze ca agregate energetice la tancuri. Exemple sunt tancul american M1 Abrams și tancul sovietic/rusesc T-80.

#### Turbine cu gaze pentru tracțiune navală
Datorită raportului excelent putere/greutate, turbinele cu gaze au fost folosite și la acționarea navelor rapide. Exemple de astfel de nave au fost în Anglia vedetele MGB 2009 și fregatele Type 81, în Suedia vedetele torpiloare din clasa 6 Spica, acționate de turbine Proteus 1282 fabricate de Bristol Siddeley , în Finlanda corvetele din clasa Turunmaa, acționate de turbine Rolls-Royce Olympus TMB3, în Canada distrugătoarele port-elicopter din clasa Canadian Iroquois, iar în SUA cuterele din clasa Hamilton ale U.S Coast Guard.

#### Grupuri de turbosupraalimentare

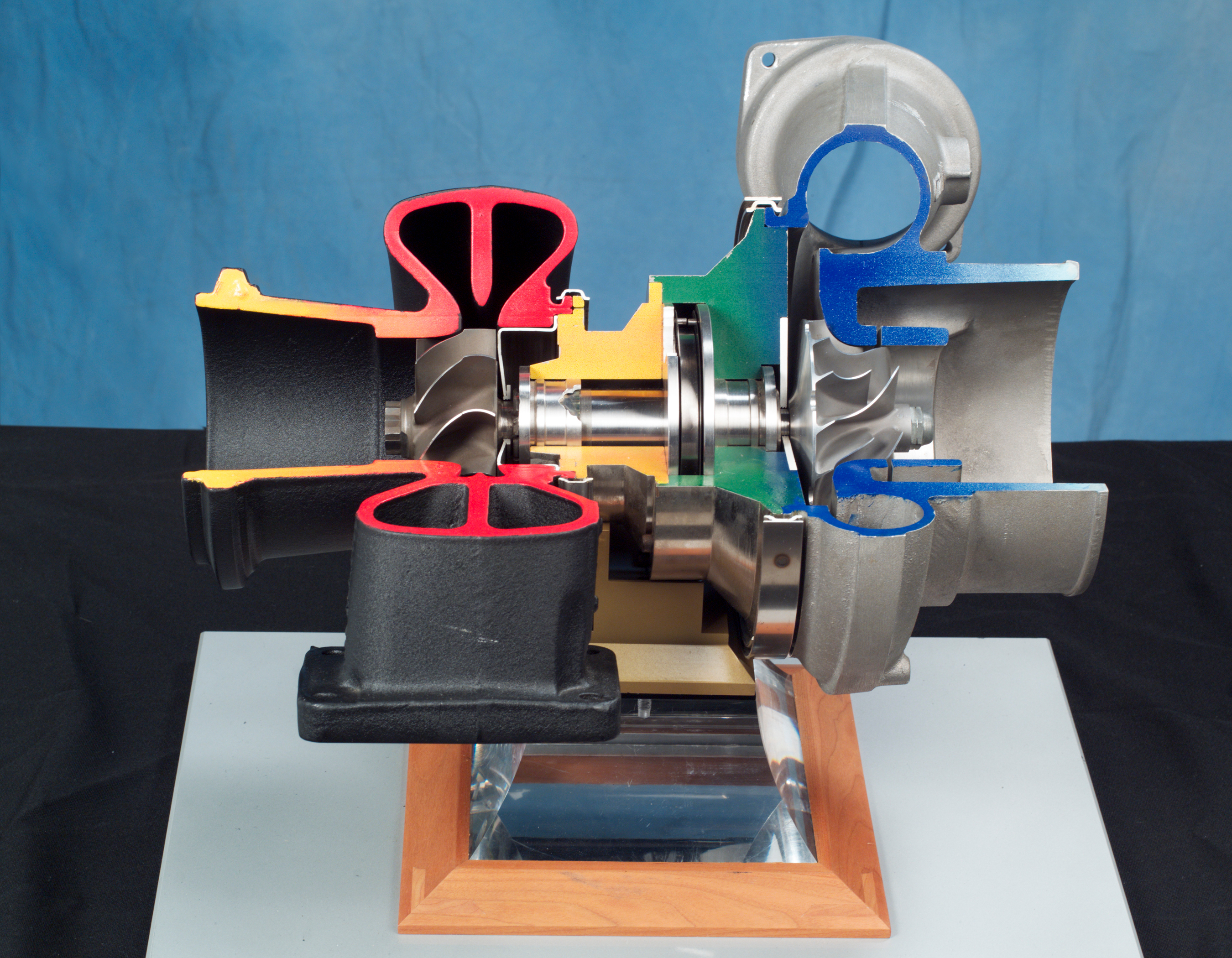
Grup de turbosupraalimentare

Un grup de turbosupraalimentare este o mică turbină ce gaze, la care rolul de cameră de ardere îl joacă un motor cu ardere internă. Scopul nu este producerea de energie, ci alimentarea motorului cu aer comprimat, ceea ce duce la creșterea puterii și randamentului termic al motorului. Turbina (în figură cu roșu) recuperează energia cinetică a gazelor evacuate din motor și o folosește la antrenarea compresorului (în figură cu albastru).

#### Turbine cu gaze energetice
La aceste turbine nu se pune problema greutății sau spațiului, așa că ele pot beneficia de cele mai complexe scheme termice în vederea creșterii randamentului, dispun de obicei atât de răcirea intermediară a aerului în timpul compresiei cât și de arderea fracționată. Scopul principal este producerea energiei electrice și, pentru mărirea economicității se tinde spre puteri tot mai mari. Se remarcă turbinele (în paranteză puterea la bornele generatorului electric):
- General Electric PG7241FA (172 MW)[37] și PG9351FA (256 MW);[38]
- Alstom GT 24 (188 MW) și GT 26 (288 MW);[39]
- Siemens AG Seria SGT5 (168 – 340 MW).[40]

Tot din categoria turbinelor energetice fac parte și microturbinele. Dacă până nu demult prin microturbină se înțelegeau turbinele de câțiva kW sau câțiva zeci de kW, destinația lor fiind alimentarea cu energie a unei locuințe individuale, actual se discută de microturbine de siliciu cu diametrul de câțiva mm, fabricația lor fiind bazată pe tehnologia fabricării semiconductorilor. Aceste microturbine sunt destinate înlocuirii acumulatorilor din aparatele electronice, de exemplu  computerele portabile, deoarece la dimensiuni comparabile cu ale bateriilor (incluzând și rezervorul de combustibil) pot furniza cantități de energie mult mai mari.

## Turbine cu gaze fabricate în România
În 1975 Turbomecanica începe fabricația turbinelor cu gaze pentru tracțiune. Aici s-au fabricat sub licență motoarele Viper MK 632-41 (licență Rolls-Royce) Artouste III-B și Turmo IV CA (licențe Turbomeca).
- Turbina cu gaze Viper MK 632-41[43] este un turboreactor care echipează avioanele IAR 93 (câte două agregate pe un avion) și IAR 99 „Șoim” (un agregat pe un avion). Este o turbină cu un singur arbore, compresorul având 8 trepte, iar turbina 2 trepte. Camera de ardere este inelară. Masa sa este de 378 kg, iar turația este de 230 rot/s. Realizează o tracțiune la punct fix de 17,60 kN (4000 lbs) în acord cu limitările NATO privind aplicațiile militare pentru țările care la vremea respectivă nu făceau parte din această organizație.

Turbina cu gaze Artouste III-B.

- Turbina cu gaze Artouste III-B[43] este un agregat care propulsează elicopterul IAR 316 B (Alouette III). Este o turbină cu greutatea de 178 kg, turația de 558 rot/s și care produce o putere la cuplă de 405 kW.
- Turbina cu gaze Turmo IV CA[43] este un agregat care propulsează elicopterul IAR 330 „Puma” (câte două agregate pe un elicopter). Este o turbină cu greutatea de 227 kg, care produce o putere la cuplă de 1115 kW.

De asemenea, la Hidromecanica Brașov s-au fabricat grupuri de turbosupraalimentare pentru motoarele cu ardere internă fabricate în România, exemple fiind grupurile VTR-200 și VTR-250, care fac parte din seria TR.
În 1980 Tehnoimportexport a obținut de la Rolls-Royce licența de fabricație a turboventilatorului Spey 512-14 DW civil, pentru echiparea avionului  ROMBAC 1-11-500.

## Avantaje, dezavantaje și perspective
Avantajele turbinelor cu gaze
- foarte bun raport putere/greutate;[46]
- dimensiuni reduse;[46]
- timp de pornire scurt (5 ... 30 min);[47]
- mișcare de rotație uniformă (nu alternativă), echilibrare foarte bună;[46]
- vibrații reduse;[46]
- la ITG energetice, costul investiției și timpul de dare în funcțiune sunt mult mai mici în comparație cu instalațiile cu turbine cu abur;[48]
- pot funcționa fără apă de răcire, important în zone unde apa este deficitară, de exemplu în deșert.[47]

Dezavantajele turbinelor cu gaze
- randament termic nu prea ridicat;
- scăderea pronunțată a randamentului și performanțelor în regimuri diferite de regimul pentru care au fost proiectate, (la sarcini parțiale);
- o oarecare inerție la modificarea turației;
- fabricație dificilă, necesită tehnologii înalte;
- materiale speciale, rezistente la temperaturi înalte, scumpe;
- întreținere pretențioasă, reparații planificate dese.

Perspective
O comparație cu competitorii săi se poate face doar pe domenii.
- La autovehicule, dimensiunile motorului nu sunt chiar critice, iar vibrațiile motoarelor cu piston sunt acceptabile, ca urmare dezavantajele turbinelor se manifestă din plin. În acest domeniu turbinele cu gaze își găsesc însă aplicabilitatea ca grupuri de turbosupraalimentare.
- La tancuri, randamentul termic mai scăzut nu este un impediment, costurile sunt acceptate de statele dezvoltate, iar puterea imensă dezvoltată de turbine asigură mobilitatea pe câmpul de luptă, avantaj care poate fi decisiv.
- În domeniul feroviar, greutatea nu contează, deoarece pentru a avea forță la cârlig sarcina pe osie a locomotivelor trebuie să fie apropiată de cea maximă admisă. Aici randamentul termic scăzut și costurile își spun cuvântul, fiind preferate motoarele cu piston sau cele electrice.
- În domeniul naval civil situația este similară cu cea din domeniul feroviar. În domeniul naval militar situația este similară cu cea de la tancuri.
- În domeniul aviației sunt două situații. În aviația comercială și militară raportul putere/greutate primează asupra oricăror alte considerente, așa că dominația turbinelor cu gaze este totală. În domeniul aviației utilitare, sportive și de agrement, costurile limitează folosirea turbinelor cu gaze, fiind preferate motoarele cu piston, mult mai ieftine și cu întreținere simplă.
- În domeniul energetic randamentul termic mai scăzut limitează utilizarea turbinelor cu gaze ca agregate independente în regim de bază, fiind preferate turbinele cu abur. Totuși, pornirea de la rece (din rezervă rece) a unui agregat energetic cu turbine cu gaze se poate face în timpi de ordinul minutelor, față de timpi de ordinul orelor la turbinele cu abur, ceea ce face ca agregatele cu turbine cu gaze să fie de neînlocuit ca unități de vârf[47] în sistemele energetice care nu dispun de hidrocentrale cu lac de acumulare. Tot în domeniul energetic turbinele cu gaze lucrând în cicluri combinate abur-gaz (în serie cu turbine cu abur) fac ca randamentul termic al termocentralelor de acest tip să fie foarte ridicat, de 55 – 58%, ceea ce face ca ele să aibă în acest domeniu un mare viitor.[47]